# 소시소아이2
《소시소아이2》(沿志奏逢2)는 뱅크 밴드가 토이즈팩토리를 통해 2008년 1월 16일에 발매한 두 번째 음반이다.

## 수록곡
괄호안은 원곡가수명이다.
1. 何の変哲もないLove Song (KAN)
2. ひとつだけ (야노 아키코)
3. 昨日のNo, 明日のYes (GAKU-MC)
4. to U (뱅크 밴드 with Salyu)
5. スローバラード (RC 석세션)
6. 遠い叫び (나카이도 레이치)
7. 休みの日 (JUN SKY WALKER(S))
8. イロトリドリノセカイ (주디 앤 마리)
9. 煙突のある街 (마시마 마사토시)
10. はるまついぶき (뱅크 밴드)
11. MR.LONELY (다마키 고지)
12. evergreen (마이 리틀 러버)
13. 歌うたいのバラッド (사이토 가즈요시)
14. よく来たね (뱅크 밴드)